# Principauté
Pour les anges, voir Principautés.
Cet article possède un paronyme, voir État princier.

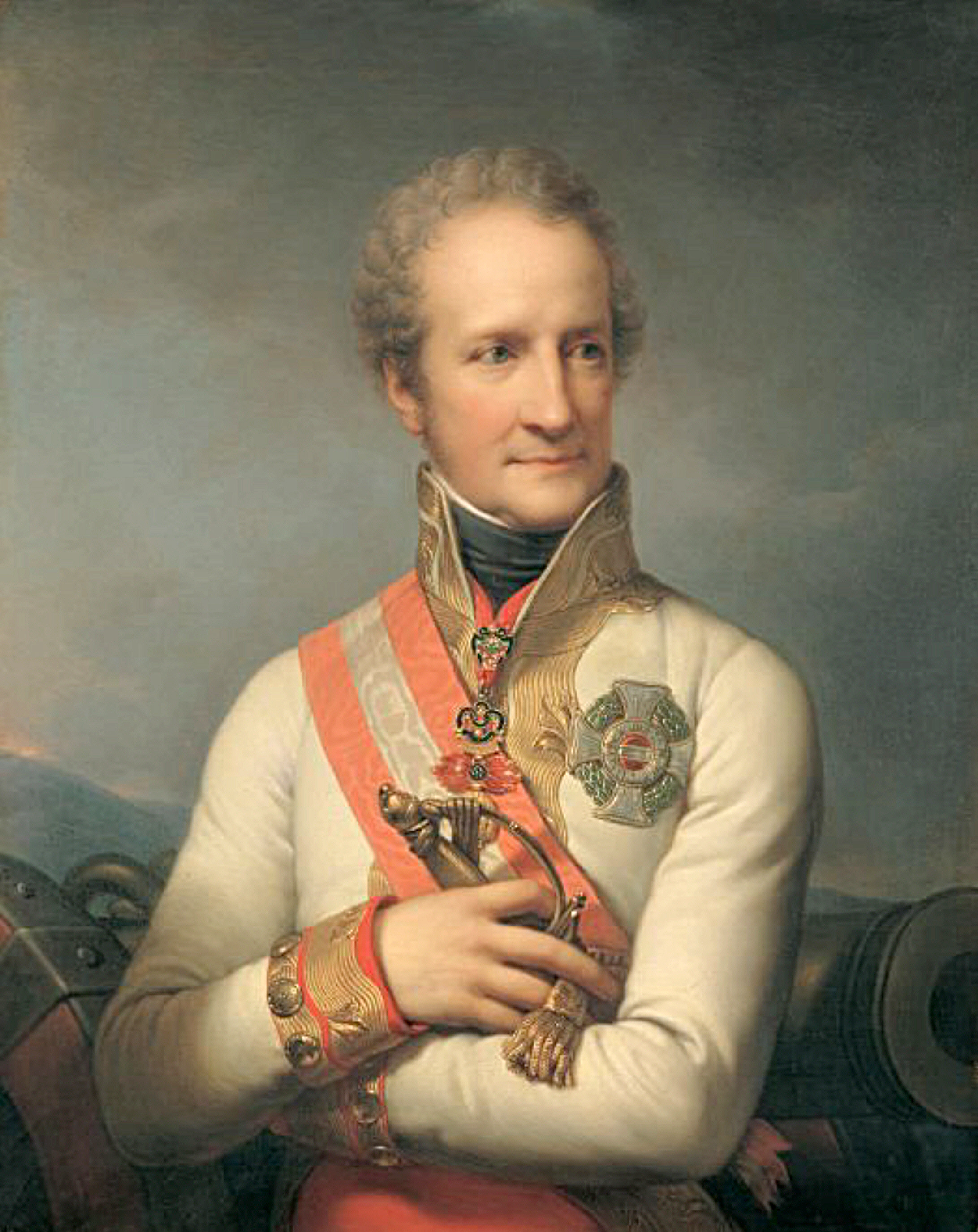
Jehan Joseph I de Lichtenstein.

Une principauté est un territoire gouverné par un monarque ayant le titre de prince ou par un monarque avec un autre titre utilisant le terme générique de « prince ». Elle peut être un État souverain et indépendant, ou une monarchie autonome avec des liens de vassalité envers un autre État.
Il peut aussi s'agir d'une terre ou seigneurie à laquelle est attaché par tradition un titre honorifique de prince sans qu'il s'agisse d'une réelle principauté indépendante. L'historien Du Cange a prouvé que l'usage du titre de prince dans les anciens actes publics ne signifiait que seigneur et qu'on doit l'entendre d'un principal seigneur tel que l'exprime le mot latin princeps dont il dérive.
Sous l'Ancien Régime, certains titres de prince ont été reconnus ou fondés, il ne s'agissait que de distinctions honorifiques sans effet sur le territoire dépendant de ce « prince ».

## Principautés en France
La qualité de prince n'était pas en France un titre nobiliaire officiel, elle équivalait seulement à celle de sire ou de seigneur. Quelques grandes familles changèrent cette qualification en titre et l'appliquèrent à des seigneuries en en modifiant l'acception.
Plusieurs maisons nobles qui ne possédaient aucun droit à la souveraineté persistèrent à garder cette qualification et l'autorité royale ferma les yeux sur cet abus en raison du rang des seigneurs qui s'en décoraient.
Avant la Révolution de 1789 les princes n'avaient aucun droit ni aucun privilège à la Cour et chaque fois qu'ils y furent admis, ce fut une dérogation de la part du roi en faveur des principautés étrangères ou encore une concession particulière et exceptionnelle. Les membres de la noblesse française qui portaient la qualification de prince tenaient ce titre d'un souverain étranger.
Rares furent les fondations du titre de prince et de principauté en France, par le pouvoir royal ou le pouvoir impérial.
Lorsqu'il y eut fondation de princes ou de principautés par le roi, sous l'Ancien Régime ou la Restauration, ce titre n'engendra aucune préséance sur les autres titres de noblesse. Seules les fondations princières de l'Empire, donnèrent au titre de prince et de principauté un rang supérieur et la préséance sur les titres ducaux.

## Les principautés d'aujourd'hui

### États souverains
- Principauté d’Andorre (ayant deux coprinces)
- Principauté de Liechtenstein
- Principauté de Monaco

### Entités similaires
- Principauté du Pays de Galles, apanage de l'héritier du trône du Royaume-Uni (William de Galles depuis 2022), nation constitutive du Royaume-Uni.
- Principauté des Asturies, apanage de l'héritier du trône d'Espagne (Leonor de Borbón y Ortiz depuis 2014), communauté autonome d'Espagne.
- La Catalogne, bien qu'officiellement appelée simplement ainsi, est souvent connue sous le nom informel de la "principauté", puisque le nom officiel de l'État catalan entre le XIVe et le XIXe siècle était la principauté de Catalogne.

## États de fantaisie et micro-nations qualifiés de principauté
A côté des États établis et reconnus, il existe aussi des « pseudo-États » ou « États de fantaisie » plus connus sous le vocable de micro-nations qui se qualifient de « principauté ». Certaines présentent des revendications d’indépendance, avec pour arguments parfois sérieux, parfois fallacieux des failles et des ambiguïtés du droit.